# NGC 6
NGC 6 je eliptična galaksija v ozvezdju Andromede. Njen navidezni sij je 14,04m. Od Sonca je oddaljena približno 64,5 milijonov parsekov, oziroma 210,37 milijonov svetlobnih let.
Galaksijo je odkril lord Rosse 18. septembra 1857. Lewis A. Swift je galaksijo opazil 20. septembra 1885. V Novi splošni katalog so jo vnesli dvakrat - pod številko 6 (Swiftovo opazovanje) in 20 (opazovanje lorda Rosseja).